# N-Nitrosohexamethylenimin
N-Nitrosohexamethylenimin ist eine chemische Verbindung aus der Gruppe der cyclischen Nitrosamine.

## Vorkommen
N-Nitrosohexamethylenimin kann sich im menschlichen Körper in Gegenwart von Nitrosierungsmitteln bilden, die einen Hexamethylenimin-Anteil enthalten, wie z. B. das blutzuckersenkende Medikament Tolazamid. Es wurde auch als Verunreinigung in den entsprechenden Arzneistoffen nachgewiesen.

## Gewinnung und Darstellung
N-Nitrosohexamethylenimin kann durch Auflösen von Hexamethylenimin in Schwefelsäure und anschließende Zugabe von Natriumnitrit synthetisiert werden.

## Verwendung
N-Nitrosohexamethylenimin wurde als Sprengstoff in Schleudersitzen in militärischen Kampfflugzeugen verwendet.

## Regulierung
Über den Safe Drinking Water and Toxic Enforcement Act of 1986 besteht in Kalifornien seit dem 23. November 2018 eine Kennzeichnungspflicht für Produkte, die N-Nitrosohexamethylenimin enthalten.